# Le Labyrinthe : Le Remède mortel
Série Le Labyrinthe
Le Labyrinthe : La Terre brûlée
(2015)
Pour plus de détails, voir Fiche technique et Distribution.
Le Labyrinthe : Le Remède mortel ou L'Épreuve : Le Remède mortel au Québec (Maze Runner: The Death Cure) est un film de science-fiction américain réalisé par Wes Ball, sorti en 2018.
Il s'agit de l'adaptation du troisième et dernier tome du cycle littéraire L'Épreuve de James Dashner.
Dernier volet d'une trilogie, ce film est précédé par Le Labyrinthe (2014) et Le Labyrinthe : La Terre brûlée (2015).

## Synopsis
Thomas et ses amis appuyés par les rebelles de Vince attaquent le train de WICKED qui transporte les immunes capturés. Ils parviennent à sauver plusieurs d'entre eux dont Sonya et Aris mais Minho et plusieurs autres manquent à l'appel. Selon Aris et Jorge, le train se dirigeait vers la « Dernière Ville », là où est basé WICKED. Contre les ordres de Vince, Thomas, Newt et Frypan quittent leur camp pour aller sauver Minho. Ce dernier est entretemps soumis à des séances de torture auxquelles participe Teresa, afin de trouver un remède contre le virus Braise. En chemin, Thomas, Newt et Frypan sont attaqués par des Fondus mais Jorge et Brenda les rejoignent et les tirent d'affaire.
Le groupe arrive devant le mur entourant la « Dernière Ville » censé protéger ses habitants des Fondus. À l'extérieur, des civils encore non atteints se rassemblent dans l'espoir de rentrer et le groupe de Thomas se joint à eux mais les implants qu'ils portent les font repérer et Janson fait ouvrir le feu. Plusieurs civils sont tués mais Thomas et ses amis en réchappent avant d'être capturés par un contingent d'hommes masqués. L'un d'eux se révèle être Gally, qui a survécu contre toute attente aux dernières minutes du Labyrinthe. Gally les emmène ensuite voir son chef Lawrence, un fondu qui ne survit que grâce à un sérum censé ralentir le virus. En échange d'en trouver davantage, Lawrence laisse Thomas et Newt entrer en ville par une entrée secrète. Sur place, Gally a l'idée de kidnapper Teresa en l'attirant grâce à Thomas. Avant d'agir, Newt révèle à Thomas qu'il est à présent infecté par la Braise. Gally et Thomas parviennent ensuite à capturer Teresa et la jeune femme est contrainte de retirer les mouchards de Thomas et ses amis afin qu'elle puisse les conduire à Minho et aux autres captifs. En apprenant que Brenda est toujours en vie malgré son infection, Teresa subtilise une compresse tachée du sang de Thomas.
Thomas, Newt, Gally et Teresa parviennent ensuite à s'introduire dans WICKED. Gally envoie à Lawrence des données sur le système de défense et récupère les immunisés. Pendant ce temps, Thomas, Newt et Teresa vont chercher Minho mais se retrouvent coincés par Janson et ses hommes. Teresa les laisse s'échapper tandis qu'elle part faire un test sur le sang de Thomas. Gally récupère le sérum et emmène les immunisés à un bus réquisitionné par Brenda. Sans nouvelle de Thomas et de Newt, Gally retourne les chercher et Brenda est contrainte de démarrer afin d'échapper aux forces de WICKED. Thomas et Newt retrouvent enfin Minho qui était parvenu à se défaire des scientifiques mais ils sont tous trois poursuivis par les forces de Janson. Ils n'en réchappent qu'après un haut plongeon dans une piscine, puis par l'intervention de Gally. Le bus de Brenda et les immunisés termine lui aussi acculé mais une grue manœuvrée par Frypan permet de tous les sortir de la ville. Entretemps, Teresa découvre que le sang de Thomas peut détruire le virus.
À l'extérieur, Lawrence rallie de nombreux laissés pour compte aux portes de l'enceinte et lance une attaque suicide pour défoncer la porte principale, laissant la ville vulnérable à une attaque massive. Entretemps, Teresa informe Ava Paige de sa trouvaille et veut retrouver Thomas. En ville, les combats font rage mais Brenda rejoint Jorge et Vince venus les chercher en Berg et récupérer les quatre garçons. Gally et Minho partent à leur rencontre mais Newt, de plus en plus souffrant et incapable de les suivre, donne à Thomas un pendentif avant de s'évanouir. Teresa l'informe alors par haut parleur que son sang peut sauver Newt et lui demande de revenir. Newt, presque entièrement consumé par la Braise, attaque Thomas au couteau tout en le suppliant de le tuer mais finit poignardé par son arme sous les yeux de son ami.
Abattu, Thomas revient au WICKED et confronte Ava Paige. Il lui demande si Newt aurait vraiment pu être sauvé. La chancelière lui rétorque qu'il peut sauver l'humanité. Cependant, elle est tuée par Janson, infecté lui aussi par la Braise. Ce dernier frappe ensuite Thomas et le traîne dans un laboratoire où Teresa élabore le remède. Janson révèle que lui et WICKED sauveront uniquement qui bon leur semble. Teresa se retourne alors contre Janson et permet à Thomas de se libérer. S'ensuit une lutte acharnée entre les trois protagonistes au moment où les rebelles pilonnent le building. Thomas est blessé par balle mais lui et Teresa finissent par se débarrasser de Janson, tué par des Fondus échappés d'une cellule. Teresa aide ensuite Thomas, agonisant, à parvenir jusqu'au toit alors que les incendies font rage et lui donne le remède. Soudain, le berg de ses amis apparaît et Teresa permet à Thomas de monter à bord in extremis. L'instant d'après, l'immeuble s'effondre, emportant Teresa.
Plusieurs jours passent et Thomas se réveille, guéri, sous une tente sur une plage où se sont réfugiés les derniers rebelles de Vince et tous les immunisés survivants. Il retrouve Jorge, Brenda, Gally, Harriet, Sonia et Aris, ainsi que ses amis Frypan et Minho. Ils peuvent tous désormais vivre en sécurité, loin de la Braise et reconstruire une nouvelle vie. Là, Thomas découvre une lettre cachée dans le pendentif de Newt. Il lui demande de bien s'occuper de lui-même et de tout le monde, avant de le remercier d'avoir été son ami. À la fin, Thomas se retrouve seul sur la plage, le sérum fabriqué par Teresa en main, contemplant l'horizon comme un signe d'espoir.

## Fiche technique
Sauf indication contraire, les informations mentionnées dans cette section peuvent être confirmées par les bases de données cinématographiques IMDb et Allociné,  présentes dans la section « Liens externes ».
- Titre original : Maze Runner: The Death Cure
- Titre français : Le Labyrinthe : Le Remède mortel
- Titre québécois : L'Épreuve : Le Remède mortel[1]
- Réalisation : Wes Ball
- Scénario : T. S. Nowlin, d’après le roman Le Remède mortel de James Dashner
- Musique : John Paesano
  - Musiques additionnelles : Adam Hochstatter, Braden Kimball, Jason Livesay, Ted Reedy et Roger Suen
- Direction artistique : Chris Beach, Andrea Borland, Christophe Dalberg, Michael Diner, Ross Jenkin, Moray McGregor, Patrick O'Connor, Catherine Palmer, Hugo Santiago et Grant Van Der Slagt
- Décors : Daniel T. Dorrance et Anneke Botha
- Costumes : Sanja Milkovic Hays
- Photographie : Gyula Pados
- Son : Brian Bair, Ai-Ling Lee, Paul Massey, Erin Michael Rettig, Paul Williams
- Montage : Paul Harb et Dan Zimmerman
- Production : Wes Ball, Marty Bowen, Wyck Godfrey, Ellen Goldsmith-Vein, Joe Hartwick Jr. et Lee Stollman
  - Production déléguée : Lorenzo di Bonaventura, Eddie Gamarra, T. S. Nowlin, Daniel M. Stillman et Lindsay Williams
  - Coproduction : Patrick B. O'Brien
- Société de production : Gotham Group, Temple Hill Entertainment et Twentieth Century Fox
- Société de distribution : Twentieth Century Fox (États-Unis) ; Twentieth Century Fox France (France)
- Budget : 62 millions de $[2]
- Pays de production :  États-Unis
- Langue originale : anglais
- Format : couleur — Codex / 35 mm — 1,78:1 (version IMAX) / 2,39:1 (CinemaScope) — son Dolby Atmos / Auro 11.1 / Dolby Surround 7.1 / DTS (DTS: X)
- Genre : science-fiction, action, aventure, thriller, dystopie
- Durée : 143 minutes
- Dates de sortie[3],[4] :
  - États-Unis, Québec : 26 janvier 2018[1]
  - Belgique : 31 janvier 2018[5]
  - France, Suisse romande : 7 février 2018[6],[7]
- Classification :
  - États-Unis : accord parental recommandé, film déconseillé aux moins de 13 ans (PG-13 - Parents Strongly Cautioned)[N 1]
  - France : tous publics avec avertissement[8],[N 2]
  - Belgique : tous publics (jeune public) (Alle Leeftijden)[5]
  - Suisse romande : interdit aux moins de 14 ans[9]
  - Québec : tous publics - déconseillé aux jeunes enfants (G - General Rating)[1]

## Distribution
- Dylan O'Brien (VF : Adrien Larmande ; VQ : Xavier Dolan) : Thomas
- Ki Hong Lee (VF : Alexandre Nguyen ; VQ : Gabriel Lessard) : Minho
- Kaya Scodelario (VF : Karine Foviau ; VQ : Catherine Brunet) : Teresa
- Thomas Brodie-Sangster (VF : Gabriel Bismuth-Bienaimé ; VQ : Sébastien Reding) : Newt
- Dexter Darden (VF : Alex Fondja ; VQ : Kevin Houle) : Frypan
- Will Poulter (VF : Alexis Ballesteros ; VQ : Hugolin Chevrette-Landesque) : Gally
- Jacob Lofland (VF : Tom Hudson ; VQ : Alexandre Bacon) : Aris
- Giancarlo Esposito (VF : Thierry Desroses ; VQ : Alain Zouvi) : Jorge
- Aidan Gillen (VF : Yann Guillemot ; VQ : Nicolas Charbonneaux-Collombet) : Janson
- Patricia Clarkson (VF : Sylvia Bergé ; VQ : Élise Bertrand) : Ava Paige
- Rosa Salazar (VF : Julie Cavanna ; VQ : Magalie Lépine-Blondeau) : Brenda
- Walton Goggins (VF : Laurent Maurel ; VQ : Tristan Harvey) : Lawrence
- Barry Pepper (VF : Guillaume Lebon ; VQ : Gilbert Lachance) : Vince
- Nathalie Emmanuel (VF : Audrey Sablé ; VQ : Aurélie Morgane) : Harriet
- Katherine McNamara (VF : Zina Khakhoulia) : Sonya
- Dylan Smith (VF : Jérémie Covillault) : Jasper
- Anthony Moussu : (VF : Jean-Michel Vaubien) : Hampton
- Jake Curran (VF : Tanguy Goasdoué) : le lieutenant de Wicked
- Paul du Toit (VF : Pascal Germain) : le pilote du Berg
Version française
  - Société de doublage : Dubbing Brothers
  - Direction artistique : Nathalie Régnier
  - Adaptation : Marc Girard-Ygor

 Source et légende : version française (VF) sur RS Doublage

## Production

### Genèse et développement
En septembre 2015, à quelques jours de la sortie du film Le Labyrinthe : La Terre brûlée, Variety annonce le retour de Wes Ball derrière la caméra pour le troisième volet. Ce dernier confie alors au magazine américain : « Notre objectif ultime est de créer une trilogie de trois films géniaux. (...) Peu de gens l'ont fait et j'ai l'opportunité de le faire. Je vais diriger le troisième film et nous avons déjà été très occupés à préparer la conclusion de cette saga (...) Nous mettons en place des tas de choses qui ne sont pas nécessairement apparentes dans le deuxième film, mais qui seront d'une grande importance pour le troisième film. (...) Je suis heureux de pouvoir terminer la saga. Je suis chanceux et reconnaissant qu'ils m'aient demandé de réaliser les trois films. Au début, je ne savais pas si je voulais le faire ou non, mais honnêtement, j'avais très envie de retravailler avec le casting. Ce sont des gens super. »

### Tournage
Le tournage débute le 14 mars 2016 à Vancouver au Canada et se poursuit au Cap en Afrique du Sud[réf. nécessaire].
Le 17 mars 2016, Dylan O'Brien est percuté par une voiture pendant le tournage. Sérieusement blessé et victime de plusieurs fractures, il est hospitalisé. En raison de cet accident, la sortie du film prévue en premier lieu pour le 15 février 2017 est finalement reportée au 7 février 2018.

## Accueil

### Accueil critique
Aux États-Unis, le film a reçu des critiques plutôt mitigées. Sur le site agrégateur de critiques Rotten Tomatoes, il obtient un score de 42%, avec une moyenne de 5,2/10 sur la base de 65 critiques positives et 88 négatives. Sur Metacritic, il obtient un score de 51/100 sur la base de 37 critiques. Sur Internet Movie Database, il obtient un score de 6,3/10 sur la base 71 592 critiques.
En France, il a reçu des critiques plutôt positives. Sur Allociné, il obtient un score de 2,8/5 sur la base de 13 critiques.
La rédaction du Parisien est conquise : « Mené à 800 à l'heure, cet ultime volet de la saga nous en met plein la vue, grâce à un rythme infernal, un suspense haletant, des scènes d'action spectaculaires et très originales, et des personnages bien travaillés, en dépit d'une ultime séquence un peu mièvre. ». Le Figaro est partagé : « Outrageusement classique, lardée d'innombrables actes de bravoures, de sauvetages in extremis et de « Non, je ne vais pas t'abandonner... », cette conclusion perd surtout l'aura de mystère qui donnait du charme à son premier volet. Mais trouve son rythme en entrant de plain-pied dans le pur film d'action, malgré trente minutes et quelques dizaines de millions de dollars d'effets spéciaux en trop. ».

### Box-office
| Pays ou région    | Box-office        | Date d'arrêt du box-office | Nombre de semaines |
| ----------------- | ----------------- | -------------------------- | ------------------ |
| États-Unis Canada | 58 032 443 $      | 3 mai 2018                 | 14                 |
| Chine             | 48 720 608 $      | 15 juillet 2018            | 25                 |
| France            | 2 842 864 entrées | 24 avril 2018              | 11                 |
| Monde hors USA    | 230 229 298 $     | 17 juillet 2018            | 25                 |
| Total mondial     | 288 261 741 $     | 17 juillet 2018            | 25                 |

## Distinctions

### Nominations2018
- Hollywood Professional Association Awards : meilleurs effets visuels dans un long métrage pour R. Christopher White, Daniel Macarin, Phillip Leonhardt, Paul Ramsden et Jeremy Fort
- Teen Choice Awards :
  - Meilleur film d'action
  - Meilleur acteur dans un film d'action pour Dylan O'Brien
  - Meilleure alchimie pour Dylan O'Brien et Kaya Scodelario
  - Meilleur méchant pour Aidan Gillen
- The BAM Awards : meilleur acteur dans un second rôle pour Thomas Brodie-Sangster

### Nomination2019
- Golden Trailer Awards : meilleure bande-annonce de film d'horreur ou thriller

## Éditions en vidéo
- En France, le film Le Labyrinthe : Le Remède mortel est sorti en VOD le 7 juin 2018[6]. Par la suite, le film est sorti en DVD + Digital HD[21], Blu-ray + Digital HD[22], dans une édition collector Blu-ray + DVD + Copie digitale[23] et dans une édition 4K Ultra HD + Blu-ray + Digital HD[24] le 11 juin 2018. Le film ressort en DVD[25] le 2 janvier 2019.
- Au Québec, le film est sorti en copie numérique, DVD, Blu-ray et 4K Ultra HD le 24 avril 2018[1].

## Commentaires

### Différences avec le roman
Le film s'éloigne beaucoup du troisième tome et se contente de reprendre l'idée originale :
- La scène initiale dans laquelle les héros tentent de sauver Minho prisonnier d'un train est inexistante dans le troisième roman. Minho reste en réalité aux côtés de Thomas presque tout au long du tome 3[26] dont le début est en grande partie consacré à l'évasion du WICKED[27], vue au début du second film.
- La poursuite dans le tunnel en van entouré de fondus fait référence à plusieurs scènes identiques qui ont lieu plus tard dans le troisième livre[28].
- Le siège du WICKED est une tour au centre d'une ville nommée « Dernière ville ». Dans le tome, la ville en question est Denver[29] et le WICKED est un grand complexe[30] situé à plusieurs centaines de km[31].
- Le rôle et le comportement de Vince et Lawrence sont ici confondus. Dans le film, Lawrence est un fondu autodidacte à la tête de rebelles tandis que Vince commande un groupe voulant sauver les immunisés. Dans le roman, Lawrence est un des hommes de Vince[32], ce dernier commandant un groupe armé voulant en finir avec WICKED[33], sans trop se soucier des immunisés[34].
- C'est Janson qui dans le tome révèle que Newt et d'autres sont non immunisés[35]. Le garçon finira également ses derniers jours avec les fondus[36] et non au côté de ses amis.
- Dans le livre, les implants des héros sont enlevés par un certain Hans, un ancien médecin du WICKED que connaît Brenda[37], reprenant ici un peu le rôle de Mary Cooper du second film.
- Dans sa lettre, Newt demande en réalité à Thomas de le tuer avant qu'il ne perde totalement la raison[38]. La version cinématographique nous montre une lettre d'adieu. En revanche, la mort de Newt est assez similaire au roman, si ce n'est que c'est Thomas qui tue son ami à contrecœur avec un pistolet[39].
- Dans le roman, Thomas planque un dispositif qui désactivera toutes les armes du WICKED[40]. Dans le film, c'est les hommes de Lawrence par l'intermédiaire de Gally qui neutralisent les défenses.
- Dans le livre, Ava Paige sauvera Thomas de la dissection et lui donnera les moyens de s'échapper avec ses amis[41]. Dans le film, elle est tuée par Janson, qui meurt à son tour attaqué par des fondus ; dans le livre, l'homme est tué par Thomas après une longue lutte[42].
- Dans les deux versions, Teresa se sacrifie pour sauver Thomas mais dans le livre, elle est écrasée dans les sous-sols du WICKED par une chute du plafond[43].
- La Braise a été créée par le gouvernement afin de contrôler la démographie à la suite des éruptions solaires[44]. Une explication que nous n'aurons pas dans le film, dont la fin est ouverte.
- Teresa élabore un sérum contre la Braise qu'elle confiera à Thomas avant de mourir. Dans l'épilogue du troisième tome, le WICKED échouera à trouver le remède et Ava Paige fera en sorte de sauver un maximum d'immunisés pour reconstruire une civilisation, laissant le reste de la population s'éteindre[45].

### Clin d'œil
Deux scènes des deux premiers tomes sont reprises dans le film :
- Brenda s'empare d'un bus pour amener les enfants immunisés détenus du WICKED. Une scène qui n'apparaît pas dans le troisième tome mais qui rappelle la fin du premier où les blocards rescapés du Labyrinthe s'enfuient dans un bus[46].
- Vers la fin du film, Thomas est blessé par balle, chose qui lui arrive effectivement mais dans le second tome, en traversant la terre brûlée[47].

### Autour du film
- Le réalisateur Wes Ball, de retour pour le troisième volet, a dévoilé au site PureBreak en 2015 : « Le prochain sera cool, nous allons peut-être faire un saut dans le temps d'un an. Il va se passer des choses hors écran qui vont faire du film une chose encore plus énorme. Ce sera un film différent. Nous ne serons pas dans le même genre d'endroit. Ce sera un peu plus dans le futur, avec un peu plus de cran[48]. »